# Casta (biología)

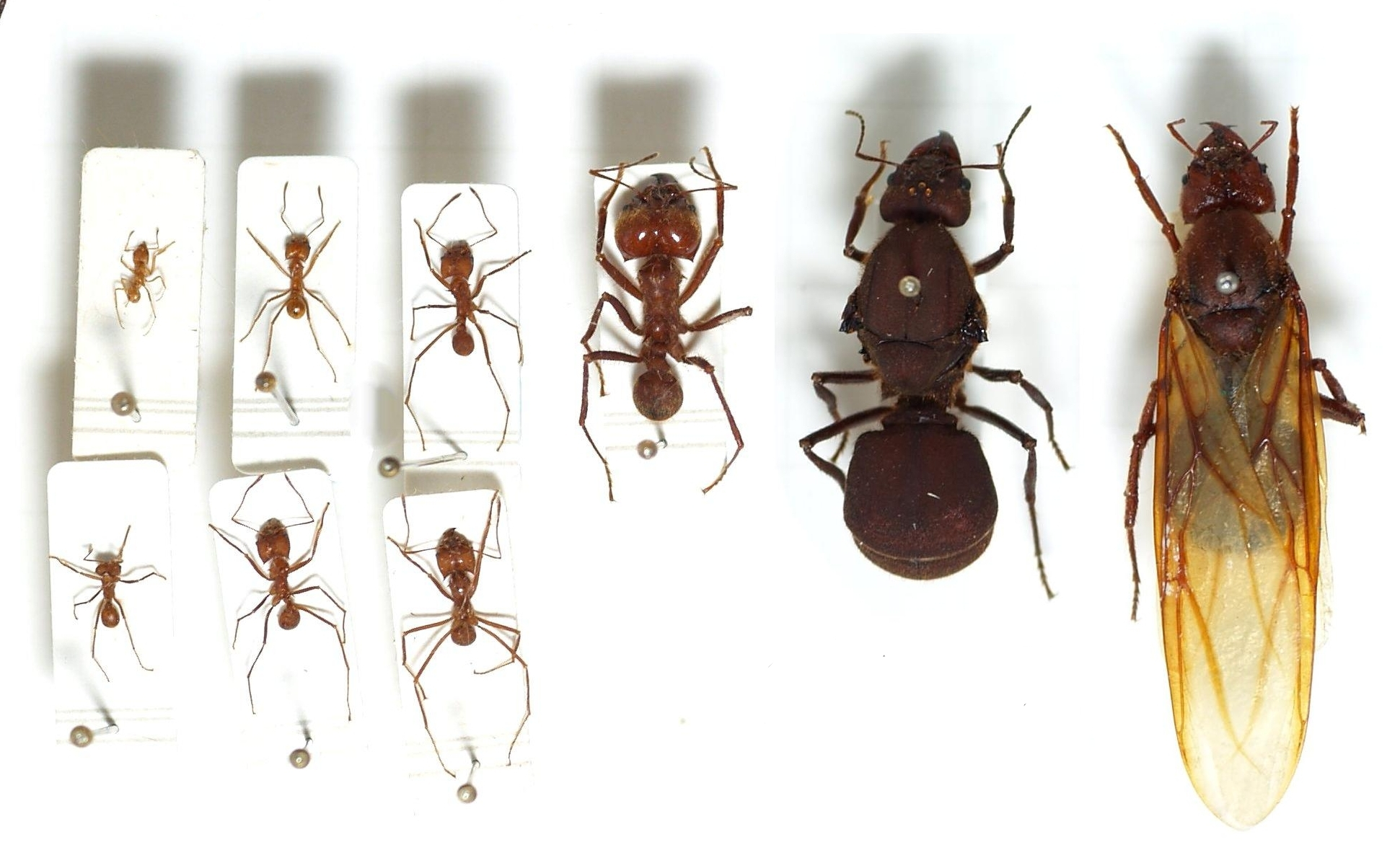
Siete obreras del género Atta de varias castas (izquierda) y dos reinas (derecha).

En los insectos sociales, los miembros de una determinada especie que cumplen diferentes funciones dentro de la comunidad, son denominados castas.
Dentro del orden Hymenoptera, las hormigas, abejas y avispas se organizan en castas. En el caso de las abejas, las hembras infértiles se denominan obreras, los machos se denominan zánganos, y la única hembra fértil de la comunidad es la reina. En algunas hormigas, existe un mayor polimorfismo con obreras menores, medianas y mayores y una casta de soldados, de mayor tamaño y de fuertes mandíbulas (por ejemplo en el género Atta).
Otro orden de insectos, los Isoptera (termitas), también han desarrollado castas análogas a las de las hormigas, con soldados defensivos.